# Nastus emirnensis
Nastus emirnensis là một loài thực vật có hoa trong họ Hòa thảo. Loài này được (Baker) A.Camus mô tả khoa học đầu tiên năm 1925.